# Передельцы (Рязанская область)
Передельцы — поселок в Рязанском районе Рязанской области. Входит в Заборьевское сельское поселение.

## География
Находится в центральной части Рязанской области на расстоянии приблизительно 30 км на север-северо-восток по прямой от вокзала станции Рязань I в левобережной части района.

## История
Судя по карте 1850 года на месте поселка тогда находился дом лесничего. Наиболее раннее картографическое отображение существования поселка в советское время представлено на карте 1985 года.

## Население
Численность населения: 64 человека в 2002 году (русские 97 %), 39 в 2010.